# Зидерхолц
Зидерхолц (њем. Süderholz) општина је у њемачкој савезној држави Мекленбург-Западна Померанија. Једно је од 64 општинска средишта округа Нордфорпомерн. Према процјени из 2010. у општини је живјело 4.171 становника. Посједује регионалну шифру (AGS) 13057097.

## Географски и демографски подаци
Зидерхолц се налази у савезној држави Мекленбург-Западна Померанија у округу Нордфорпомерн. Општина се налази на надморској висини од 10 метара. Површина општине износи 149,1 km². У самом мјесту је, према процјени из 2010. године, живјело 4.171 становника. Просјечна густина становништва износи 28 становника/km².